# Atlixco
Atlixco är en ort i Mexiko.   Den ligger i kommunen Atlixco och delstaten Puebla, i den sydöstra delen av landet, 90 km sydost om huvudstaden Mexico City. Atlixco ligger 1 846 meter över havet och antalet invånare är 85 891.
Terrängen runt Atlixco är kuperad åt nordost, men åt sydväst är den platt. Runt Atlixco är det ganska tätbefolkat, med 222 invånare per kvadratkilometer. Atlixco är det största samhället i trakten. Omgivningarna runt Atlixco är en mosaik av jordbruksmark och naturlig växtlighet.